# Leah Isadora Behn
Leah Isadora Behn (ur. 8 kwietnia 2005 w Fredrikstad) – członkini norweskiej rodziny królewskiej, druga córka księżniczki norweskiej Marty Ludwiki i jej męża pisarza Ariego Behna. Wnuczka króla Haralda V i królowej Sonji.
Została ochrzczona 16 czerwca 2005 przez biskupa Ole Christiana Kvarme. Jej rodzicami chrzestnymi byli królowa Sonja, księżna Holandii Laurentien, Gry Brusletto, Katharina Salbu, Espen Bjørshol, Didrik Vigsnæs i Jon Andreas Håtun. Jest szósta w kolejce do Tronu Norwegii, zaraz po swojej o dwa lata starszej siostrze Maud Angelicą i przed o trzy lata młodszą siostrą Emmą Tallulah.

## Odznaczenia
- Medal Jubileuszowy Haralda V 1991–2016 (2016)[3]